# Marie-Thérèse Walter
Pour les articles homonymes, voir Walter.
Marie-Thérèse Walter, née le 13 juillet 1909 au Perreux-sur-Marne, et morte le 19 octobre 1977 à Antibes, est la compagne de Pablo Picasso entre 1927 et 1935 et la mère de leur fille Maya Ruiz-Picasso.

## Biographie
Pablo Picasso, marié depuis 1918 à Olga Khokhlova, rencontre près des Galeries Lafayette, la jeune Marie-Thérèse Léontine Walter dont la mère est modiste dans le quartier. Cette première rencontre a lieu officiellement en 1931 mais date en réalité de 1926, comme l'indiquent de nombreuses œuvres de l'artiste de cette année-là, alors qu'elle est encore mineure. Marie-Thérèse Walter devient modèle et égérie de Picasso durant une dizaine d'années.
Le 5 septembre 1935 naît leur fille María de la Concepción, dite « Maya » Picasso.
À l'hiver 1935-1936, Picasso rencontre Dora Maar, avec qui il entame une liaison, tout en restant pour quelques années encore avec Marie-Thérèse Walter. Certaines toiles, telles Guernica (réalisée en 1937) ou les deux tableaux intitulés Femme couchée avec un livre (réalisés le même jour, le 21 janvier 1939), représentent Marie-Thérèse Walter et Dora Maar de la même manière, comme deux facettes d'une même femme.
Marie-Thérèse Walter se suicide par pendaison en 1977, quatre ans après la mort de Picasso,.

## Iconographie
Marie-Thérèse Walter est clairement représentée dès 1926 dans les œuvres de Picasso notamment dans le célèbre Buste de jeune fille dont des dessins préparatoires aboutis datent du 20 mars 1926 (des questions persistent sur certaines œuvres de 1925). Les toiles représentant Marie-Thérèse Walter à partir de 1932 sont des explosions de couleurs, d'un érotisme intense (par exemple Le Rêve ou Nu au plateau de sculpteur datant tous deux de 1932), et de plénitude dans la vie de Picasso. Plusieurs tableaux de 1937 conservés au musée Picasso à Paris la représentent : le premier daté du 6 janvier est intitulé Femme assise (Marie-Thérèse) et le deuxième du 11 mars est intitulé Marie-Thérèse assise. Ces deux tableaux sont souvent désignés erronément sous le titre de Portrait de Marie-Thérèse et crée une confusion avec le vrai Portrait de Marie-Thérèse Walter du 4 décembre 1937.
Son portrait intitulé Femme au béret et à la robe quadrillée, peint par Picasso en 1937 et estimé à 50 millions de dollars en 2018, est vendu aux enchères à Londres chez Sotheby's le 28 février 2018, pour un montant de 69,4 millions de dollars.